# Groß Disnack
Groß Disnack ist eine Gemeinde im Kreis Herzogtum Lauenburg in Schleswig-Holstein. Bartelsbusch, Klosterberg und Pogeez liegen im Gemeindegebiet.

## Geschichte
Die früheste urkundliche Erwähnung stammt aus dem Jahr 1229, als Herzog Albrecht I. die Dörfer Pogeez und Disnack dem Johanniterorden zu Jerusalem schenkte. Theorien besagen, dass das erste Benediktinerkloster des Mönchs Ansverus auf dem Klosterberg bei Disnack gestanden haben soll. Schon 1250 wurde Groß Disnack für 700 lübsche Mark an das Kloster Reinfeld verkauft und war bis 1482 in dessen Besitz. Die zusätzliche Bezeichnung Groß tauchte erstmals im Jahre 1517 auf, im Gegensatz zu Wendisch-Disnack („Klein Disnack“), das seit 1974 zu Pogeez gehört. Seit dem Jahr 1482 gehört das Dorf zum Herzogtum Lauenburg. 1928 kam der Forstgutsbezirk Bartelsbusch zur Gemeinde Groß Disnack.

## Politik

### Gemeindevertretung
Bei der Kommunalwahl 2023 errang die Wählergemeinschaft Groß Disnack erneut alle sieben Sitze in der Gemeindevertretung. Die Wahlbeteiligung betrug 73,1 Prozent.

### Wappen
Blasonierung: „Von Gold, darin ein rotes achtspitziges Tatzenkreuz, und Grün, darin drei fächerförmig gestellte goldene Kornähren, in Bogenteilung zum Schildhaupt geteilt.“

## Wirtschaft

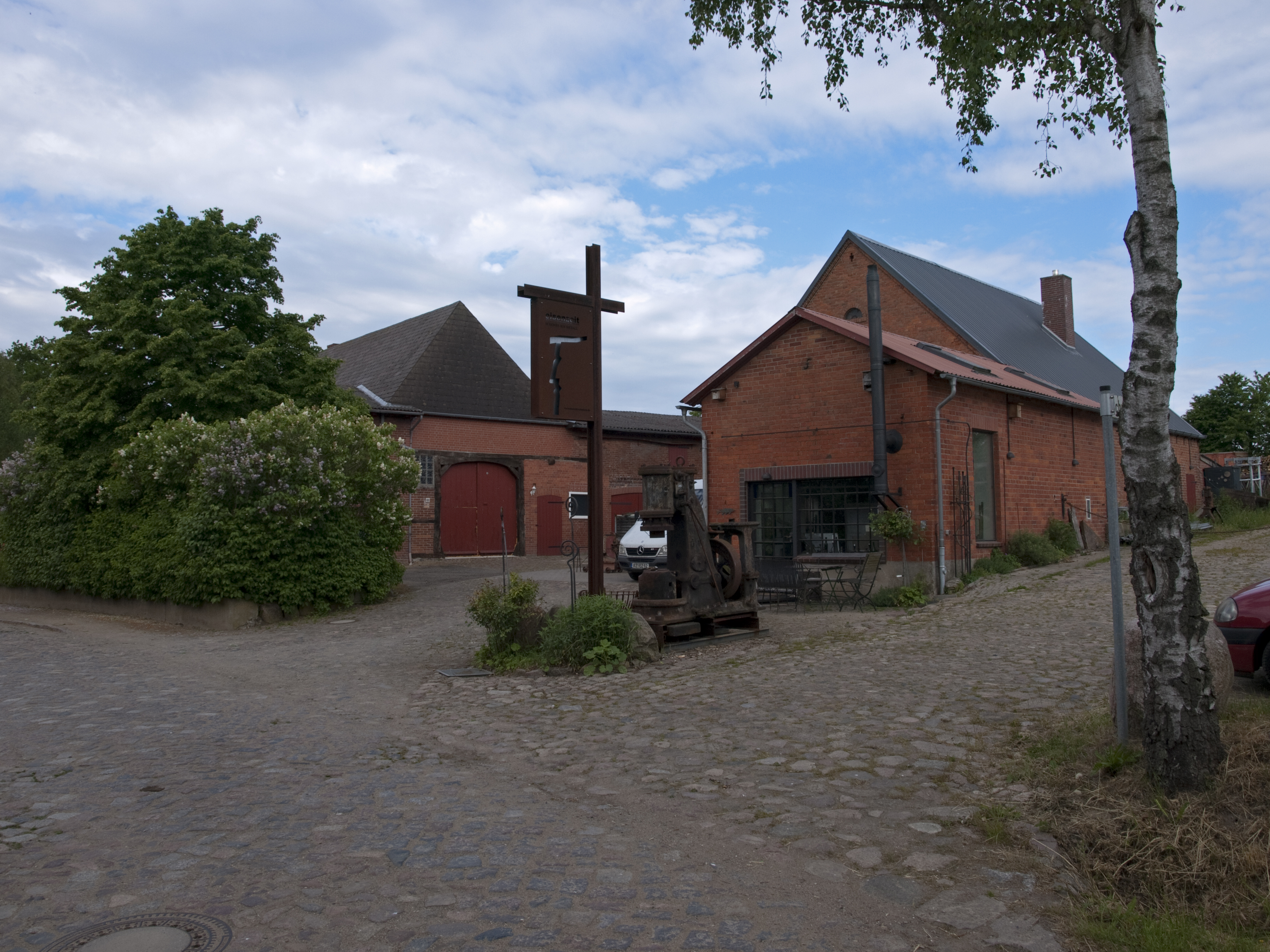
Schmiede

Das Dorf ist landwirtschaftlich geprägt.
Auf der Gemarkung des Dorfes steht der Grundnetzsender Berkenthin.